# La Roquebrussanne
La Roquebrussanne è un comune francese di 2 356 abitanti situato nel dipartimento del Var della regione della Provenza-Alpi-Costa Azzurra.

## Storia

### Simboli
Alias:

## Società

### Evoluzione demografica
Abitanti censiti